# Rijksbeschermd gezicht Sneek - Stationsgebied
Gezicht Sneek - Stationsgebied is een van rijkswege beschermd stadsgezicht in Sneek in de Nederlandse provincie Friesland. De procedure voor aanwijzing werd gestart op 28 oktober 2004. Het gebied werd op 5 december 2007 definitief aangewezen. Het beschermd gezicht beslaat een oppervlakte van 5,2 hectare.
Panden die binnen een beschermd gezicht vallen krijgen niet automatisch de status van beschermd monument. Wel zal de gemeente het bestemmingsplan aanpassen om nieuwe ontwikkelingen in het gebied te reguleren. De gezichtsbescherming richt zich op de stedenbouwkundige en cultuurhistorische waardering van een gebied en wil het toekomstig functioneren daarvan veiligstellen.